# Sinnai
Sinnai (sardinsky: Sìnnia) je italská obec (comune) v metropolitním městě Cagliari v regionu Sardinie. Nachází se ve výšce 134 metrů nad mořem a má přibližně 17 tisíc obyvatel. Rozloha obce je 223,91 km².